# Angicourt
Angicourt – miejscowość i gmina we Francji, w regionie Hauts-de-France, w departamencie Oise.
Według danych na rok 1990 gminę zamieszkiwało 1538 osób, a gęstość zaludnienia wynosiła 310 osób/km² (wśród 2293 gmin Pikardii Angicourt plasuje się na 180. miejscu pod względem liczby ludności, natomiast pod względem powierzchni na miejscu 878.).